# イフード運動
イフード運動（ヘブライ語: איחוד、英語: Ihud）とは、国際連盟委任統治領時代のパレスチナにおいて、ユダ・マグネス（初代ヘブライ大学総長）およびヘンリエッタ・ソールド（アメリカ生まれの女性シオニストでハダサを設立）らが創始した政治運動
で、マルティン・ブーバーら当時を代表する知識人も多く参加した。

1925年に設立されたユダヤ・アラブ・ワーキンググループ「ブリト・シャロム」（brīth šālôm、「平和の契約」の意味）より派生。アラブとユダヤの両民族が、民族性・宗教性を出さずに平和に共存する（いわゆる「バイ・ナショナリズム」）国家の建設を目指し、ファイサル・フセイニ、ファウズィー・ダルウィーシュ・エル・フサイニー（Fawzi Darwish al-Husseini、1946年に暗殺）ら一部のアラブ指導者らも賛同した。